# Maliikî, Cernihiv
Maliikî (în ucraineană Малійки) este un sat în comuna Vedîlți din raionul Cernihiv, regiunea Cernihiv, Ucraina.

## Demografie
Componența lingvistică a localității Maliikî
     Ucraineană (93,72%)
     Rusă (4,04%)
     Belarusă (2,24%)
Conform recensământului din 2001, majoritatea populației localității Maliikî era vorbitoare de ucraineană (93,72%), existând în minoritate și vorbitori de rusă (4,04%) și belarusă (2,24%).